# Lagyra
Lagyra là một chi bướm đêm thuộc họ Geometridae.